# Мэн Цзяо
Мэн Цзя́о (кит. упр. 孟郊, пиньинь Mèng Jiāo; 751 — 814) — один из великих китайских поэтов времен империи Тан.

## Биография
Родился 751 года в уезде Укан области Хучжоу (современный уезд Дэцин городского округа Хучжоу провинции Чжэцзян). Мэн Цзяо был родственником известного поэта Мэн Хаожаня. Его детство пришлось на период внутренних проблем империи, вызванных восстанием Ань Лушаня.
Много лет провёл отшельником, занимаясь созданием стихов в Южном Китае, будучи одним из странствующих чань-буддистских поэтов-монахов этого региона.
Долгое время путешествовал по югу страны (в современных провинциях Хубэй, Хунань, Гуанси). В возрасте сорока лет он поселился в окрестностях мегаполиса Лоян и стал вести жизнь бедного и безработного поэта. В 797 году переехал в столицу империи Чанъань, где успешно сдал императорский экзамен и получил учёную степень цзиньши.
В течение 797—811 годов Мэн Цзяо занимал незначительные должности в Шаосине, Лояне. В 811 году вышел в отставку, после чего жил со своей женой в окрестностях Лояна, продолжая общаться с поэтами и художниками города. Умер в 814 году.

## Творчество
Мэн Цзяо был самым старым из поэтов середины эпохи Тан. Старший современник Бо Цзюйи. 
Мэн Цзяо, поэт яркой индивидуальности, жизнь прожил в глубокой бедности, о чем неоднократно с горечью писал в стихах. Он тяготел к сложной, необычной образности, всю жизнь и почти во всех стихах своих мечтал о необычном, об удивительном.
Мэн Цзяо создавал свои стихи в стиле гуши (одной из разновидностей жанра юэфу), использовал простой язык, не обременяя его сложными словосочетаниями, отличался необычайной резкостью и действенностью своих стихов.
Главными темами стихов поэта были: жизнь простых людей, их беды, размышления людей разного возраста. Наиболее известными являются «Песня путешественника», «Песня странствующего сына», «Осенние размышления», «Ткачиха».
Всего Мэн Цзяо написал около 500 стихов. Некоторые из них были включены в популярную антологию «Триста танских поэм».
Поэзия Мэн Цзяо хорошо известна в Китае и до сих пор популярна.